# Collegio elettorale di Napoli - Ponticelli (Camera dei deputati)
Il collegio di Napoli - Ponticelli fu un collegio elettorale uninominale della Repubblica Italiana per l'elezione della Camera dei deputati. Apparteneva alla circoscrizione Campania 1 e fu utilizzato per eleggere un deputato nella XII, XIII e XIV legislatura.
Venne istituito nel 1993 con la cosiddetta Legge Mattarella (Legge n. 277, Nuove norme per l'elezione della Camera dei deputati), attuata in seguito al referendum abrogativo del 1993. La legge istituì per la Camera dei deputati e per il Senato della Repubblica un sistema di elezione misto, in parte maggioritario e in parte proporzionale. Il 75% dei parlamentari dell'assemblea veniva eletto in collegi uninominali tramite sistema maggioritario a turno unico; il restante 25% alla Camera veniva eletto tramite sistema proporzionale con liste bloccate.
Il collegio venne abolito insieme a tutti gli altri che costituivano la Camera con la promulgazione della legge elettorale successiva, la cosiddetta Legge Calderoli. Questa prevedeva un sistema proporzionale con premio di maggioranza, che alla Camera veniva attribuito a livello nazionale.

## Territorio
Il collegio di Napoli - Ponticelli era uno dei 47 collegi uninominali in cui era suddivisa la Campania e, come previsto dal D.Lgs. del 20 dicembre 1993 n. 536, comprendeva parte del comune di Napoli, in particolare i quartieri di Barra, Ponticelli, San Giovanni a Teduccio e Zona Industriale.

## Eletti
| Elezione | Elezione | Deputato         | Partito                |
| -------- | -------- | ---------------- | ---------------------- |
|          | 1994     | Giuseppe Gambale | Progressisti (La Rete) |
|          | 1996     | Roberto Barbieri | L'Ulivo (PDS/DS)       |
| 2001     |          | Roberto Barbieri | L'Ulivo (PDS/DS)       |

## Dati elettorali

### XII legislatura

#### Risultati proporzionale
| Coalizioni        | Coalizioni                  | Liste                                 | Liste                              | Voti   | %     |
| ----------------- | --------------------------- | ------------------------------------- | ---------------------------------- | ------ | ----- |
|                   | Progressisti                |                                       | Partito Democratico della Sinistra | 27.015 | 39,62 |
|                   | Progressisti                | Rifondazione Comunista                | 7.593                              | 11,14  |       |
|                   | Progressisti                | Federazione dei Verdi                 | 2.102                              | 3,08   |       |
|                   | Progressisti                | Movimento per la Democrazia - La Rete | 1.127                              | 1,65   |       |
|                   | Progressisti                | Partito Socialista Italiano           | 1.059                              | 1,55   |       |
|                   | Progressisti                | Alleanza Democratica                  | 358                                | 0,53   |       |
|                   | Progressisti                | Rinascita Socialista                  | 247                                | 0,36   |       |
| Totale coalizione | Totale coalizione           | 39.501                                | 57,93                              |        |       |
|                   | Polo del Buon Governo       |                                       | Forza Italia                       | 10.469 | 15,35 |
|                   | Polo del Buon Governo       | Alleanza Nazionale                    | 9.484                              | 13,91  |       |
| Totale coalizione | Totale coalizione           | 19.953                                | 29,26                              |        |       |
|                   | Patto per l'Italia          |                                       | Partito Popolare Italiano          | 3.085  | 4,52  |
|                   | Patto per l'Italia          | Patto Segni                           | 1.935                              | 2,84   |       |
| Totale coalizione | Totale coalizione           | 5.020                                 | 7,36                               |        |       |
|                   | Lista Pannella              | Lista Pannella                        | Lista Pannella                     | 1.524  | 2,24  |
|                   | Programma Italia            | Programma Italia                      | Programma Italia                   | 1.500  | 2,20  |
|                   | Alleanza Meridionale        | Alleanza Meridionale                  | Alleanza Meridionale               | 240    | 0,35  |
|                   | L'Arca                      | L'Arca                                | L'Arca                             | 229    | 0,34  |
|                   | Unione Cristiani Riformisti | Unione Cristiani Riformisti           | Unione Cristiani Riformisti        | 164    | 0,24  |
|                   | Democrazia e Rinnovamento   | Democrazia e Rinnovamento             | Democrazia e Rinnovamento          | 53     | 0,08  |
| Totale            | Totale                      | Totale                                | Totale                             | 68.184 |       |

#### Risultati uninominale
|                               | Giuseppe Gambale ✔️ Eletto | Progressisti                                      | 38 451 | 56,77 |  |  |  |  |  |
|                               | Filippo Dinacci            | Polo del Buon Governo (FI - AN - CCD - UDC - PLD) | 20 702 | 30,56 |  |  |  |  |  |
|                               | Romano Bernasconi          | Patto per l'Italia                                | 5 478  | 8,09  |  |  |  |  |  |
|                               | Antonio Torre              | Programma Italia                                  | 2 005  | 2,96  |  |  |  |  |  |
|                               | Emilio Bruno               | Unione Cristiani e Riformisti                     | 1 100  | 1,62  |  |  |  |  |  |
| Totale                        | Totale                     | Totale                                            | 67 736 | 100   |  |  |  |  |  |
|                               |                            |                                                   |        |       |  |  |  |  |  |
| Fonte: Ministero dell'interno |                            |                                                   |        |       |  |  |  |  |  |

### XIII legislatura

#### Risultati proporzionale
| Coalizioni        | Coalizioni                         | Liste                                     | Liste                              | Voti   | %     |
| ----------------- | ---------------------------------- | ----------------------------------------- | ---------------------------------- | ------ | ----- |
|                   | L'Ulivo                            |                                           | Partito Democratico della Sinistra | 24.801 | 37,92 |
|                   | L'Ulivo                            | Popolari per Prodi (PPI-SVP-PRI-UD-Prodi) | 2.563                              | 3,92   |       |
|                   | L'Ulivo                            | Federazione dei Verdi                     | 1.978                              | 3,02   |       |
|                   | L'Ulivo                            | Rinnovamento Italiano                     | 1.547                              | 2,37   |       |
| Totale coalizione | Totale coalizione                  | 30.889                                    | 47,23                              |        |       |
|                   | Polo per le Libertà                |                                           | Forza Italia                       | 11.686 | 17,87 |
|                   | Polo per le Libertà                | Alleanza Nazionale                        | 8.924                              | 13,65  |       |
|                   | Polo per le Libertà                | CCD-CDU                                   | 2.044                              | 3,13   |       |
| Totale coalizione | Totale coalizione                  | 22.654                                    | 34,65                              |        |       |
|                   | Progressisti                       |                                           | Rifondazione Comunista             | 9.574  | 14,64 |
|                   | Partito Socialista                 | Partito Socialista                        | Partito Socialista                 | 629    | 0,96  |
|                   | Lista Pannella - Sgarbi            | Lista Pannella - Sgarbi                   | Lista Pannella - Sgarbi            | 617    | 0,94  |
|                   | Movimento Sociale Fiamma Tricolore | Movimento Sociale Fiamma Tricolore        | Movimento Sociale Fiamma Tricolore | 558    | 0,85  |
|                   | Democrazia Sociale                 | Democrazia Sociale                        | Democrazia Sociale                 | 375    | 0,57  |
|                   | Sviluppo - Legalità                | Sviluppo - Legalità                       | Sviluppo - Legalità                | 99     | 0,15  |
| Totale            | Totale                             | Totale                                    | Totale                             | 65.395 |       |

#### Risultati uninominale
|                               | Roberto Barbieri ✔️ Eletto | L'Ulivo             | 42 437 | 65,47 |  |  |  |  |  |
|                               | Giovanni Galano            | Polo per le Libertà | 20 840 | 32,15 |  |  |  |  |  |
|                               | Salvatore Landolfi         | Democrazia Sociale  | 1 545  | 2,38  |  |  |  |  |  |
| Totale                        | Totale                     | Totale              | 64 822 | 100   |  |  |  |  |  |
|                               |                            |                     |        |       |  |  |  |  |  |
| Fonte: Ministero dell'interno |                            |                     |        |       |  |  |  |  |  |

### XIV legislatura

#### Risultati proporzionale
| Coalizioni        | Coalizioni              | Liste                                 | Liste                   | Voti   | %     |
| ----------------- | ----------------------- | ------------------------------------- | ----------------------- | ------ | ----- |
|                   | L'Ulivo                 |                                       | Democratici di Sinistra | 18.889 | 32,30 |
|                   | L'Ulivo                 | La Margherita (Dem - PPI - RI- UDEUR) | 3.574                   | 6,11   |       |
|                   | L'Ulivo                 | Il Girasole (FdV - SDI)               | 2.318                   | 3,96   |       |
|                   | L'Ulivo                 | Comunisti Italiani                    | 2.162                   | 3,70   |       |
| Totale coalizione | Totale coalizione       | 26.943                                | 46,07                   |        |       |
|                   | Casa delle Libertà      |                                       | Forza Italia            | 16.562 | 28,32 |
|                   | Casa delle Libertà      | Alleanza Nazionale                    | 5.499                   | 9,40   |       |
|                   | Casa delle Libertà      | CCD-CDU                               | 850                     | 1,45   |       |
|                   | Casa delle Libertà      | Nuovo PSI                             | 625                     | 1,07   |       |
| Totale coalizione | Totale coalizione       | 23.536                                | 40,24                   |        |       |
|                   | Rifondazione Comunista  | Rifondazione Comunista                | Rifondazione Comunista  | 4.326  | 7,40  |
|                   | Lista Di Pietro         | Lista Di Pietro                       | Lista Di Pietro         | 1.416  | 2,42  |
|                   | Democrazia Europea      | Democrazia Europea                    | Democrazia Europea      | 897    | 1,53  |
|                   | Lista Pannella - Bonino | Lista Pannella - Bonino               | Lista Pannella - Bonino | 689    | 1,18  |
|                   | Fiamma Tricolore        | Fiamma Tricolore                      | Fiamma Tricolore        | 411    | 0,70  |
|                   | Forza Nuova             | Forza Nuova                           | Forza Nuova             | 106    | 0,18  |
|                   | Paese Nuovo             | Paese Nuovo                           | Paese Nuovo             | 93     | 0,16  |
|                   | Abolizione scorporo     | Abolizione scorporo                   | Abolizione scorporo     | 65     | 0,11  |
| Totale            | Totale                  | Totale                                | Totale                  | 58.482 |       |

#### Risultati uninominale
|                               | Roberto Barbieri ✔️ Eletto | L'Ulivo            | 31 169 | 54,56 |  |  |  |  |  |
|                               | Aldo Perrotta              | Casa delle Libertà | 20 130 | 35,24 |  |  |  |  |  |
|                               | Romeo Terrano              | Lista Di Pietro    | 2 188  | 3,83  |  |  |  |  |  |
|                               | Raffaele Palmese           | Democrazia Europea | 2 121  | 3,71  |  |  |  |  |  |
|                               | Rodolfo Viviani            | Lista Emma Bonino  | 1 519  | 2,66  |  |  |  |  |  |
| Totale                        | Totale                     | Totale             | 57 127 | 100   |  |  |  |  |  |
|                               |                            |                    |        |       |  |  |  |  |  |
| Fonte: Ministero dell'interno |                            |                    |        |       |  |  |  |  |  |